# 個人通報制度
個人通報制度（こじんつうほうせいど、英：individual complaints mechanism）は、国際人権法において定められる制度のひとつで、条約に定める権利を侵害された個人が、実施機関に通報を行うことができる制度である。
個人通報制度について規定する条約には以下のものがある。
- 国際人権規約
  - 経済的、社会的及び文化的権利に関する国際規約（社会権規約、A規約）
    - 経済的、社会的及び文化的権利に関する国際規約の選択議定書

  - 市民的及び政治的権利に関する国際規約（自由権規約、B規約）
    - 市民的及び政治的権利に関する国際規約の選択議定書（第1選択議定書）
- 女子に対するあらゆる形態の差別の撤廃に関する条約
  - 女子に対するあらゆる形態の差別の撤廃に関する条約の選択議定書
- あらゆる形態の人種差別の撤廃に関する国際条約
- 児童の権利に関する条約 (第3選択議定書)
- 欧州人権条約
- 米州人権条約
- 人及び人民の権利に関するアフリカ憲章